# Marco Antônio da Silva
Marco Antônio da Silva (Marquinhos, n. 9 mai 1966, Belo Horizonte, Minas Gerais, Brazilia) este un fost fotbalist brazilian.
Marquinhos a debutat la echipa națională a Braziliei în anul 1990.

## Statistici
| Brazilia | Brazilia | Brazilia |
| An       | Meciuri  | Goluri   |
| -------- | -------- | -------- |
| 1990     | 1        | 0        |
| Total    | 1        | 0        |